# Бобровицька волость
Бобровицька волость — історична адміністративно-територіальна одиниця Козелецького повіту Чернігівської губернії з центром у містечку Бобровиця.
Станом на 1885 рік складалася з 5 поселень та 11 сільських громад. Населення — 6508 осіб (3130 чоловічої статі та 3378 — жіночої), 1349 дворових господарства.
|                     | Площа, десятин | У тому числі орної, дес. |
| ------------------- | -------------- | ------------------------ |
| Сільських громад    | 9878           | 8802                     |
| Приватної власності | 7387           | 5306                     |
| Іншої власності     | 88             | 70                       |
| Загалом             | 17353          | 14178                    |

Основні поселення волості:
- Бобровиця — колишнє власницьке містечко при річці Бобровиця за 35 верст від повітового міста, 3328 осіб, 234 двори, православна церква, єврейський молитовний будинок, школа, постоялий двір, 11 постоялий будинків, лавка, 2 вітряних млини, винокурний завод, 2 щорічних ярмарки: 8 липня та 1 жовтня.
- Браниця — колишнє власницьке село при річці Граборівка, 2642 особи, 568 дворів, православна церква, школа, 5 постоялих будинків.

1899 року у волості налічувалось 9 сільських громад, населення зросло до 10636 осіб (5241 чоловічої статі та 5395 — жіночої).